# Milan Football Club 1931-1932
Questa voce raccoglie le informazioni riguardanti il Milan Football Club nelle competizioni ufficiali della stagione 1931-1932.

## Stagione

Dario Compiani, che difese la porta del Milan dal 1927 al 1936

Nuovo allenatore è l'ungherese József Bánás. Grazie all'acquisto di Giuseppe Bonizzoni, che completa il trio difensivo con Luigi Perversi e il portiere Dario Compiani, giunto a maturazione dopo qualche stagione di rodaggio, il Milan trova un reparto difensivo solido che entrerà nella storia rossonera. Viene anche tesserato Giovanni Moretti, che insieme a Magnozzi costituirà un centrocampo di ottimo livello. Questo calciomercato risulterà azzeccato, gettando le basi per l'ossatura della squadra negli anni a venire.
In questa stagione il Milan disputa un buon campionato, giungendo 4º a 11 punti dal Bologna secondo e a 15 punti dalla Juventus capolista e campione d'Italia, nonostante una pessima partenza (3 punti nelle prime 6 giornate).

## Divise
| Casa | Trasferta |

## Organigramma societario
Area direttiva
- Presidente: Mario Benazzoli

Area tecnica
- Direttore sportivo: Anteo Carapezzi
- Allenatore: József Bánás

## Rosa
| N. |                   | Ruolo | Calciatore                |
| -- | ----------------- | ----- | ------------------------- |
|    | Italia (bandiera) | P     | Giuseppe Carmignato       |
|    | Italia (bandiera) | P     | Dario Compiani            |
|    | Italia (bandiera) | D     | Giuseppe Bonizzoni        |
|    | Italia (bandiera) | D     | Giuseppe Fiammenghi       |
|    | Italia (bandiera) | D     | Luigi Perversi            |
|    | Italia (bandiera) | D     | Francesco Pomi            |
|    | Italia (bandiera) | D     | Alessandro Schienoni      |
|    | Italia (bandiera) | C     | Orlando Bocchi            |
|    | Italia (bandiera) | C     | Arrigo Fibbi              |
|    | Italia (bandiera) | C     | Mario Magnozzi (capitano) |

| N. |                   | Ruolo | Calciatore            |
| -- | ----------------- | ----- | --------------------- |
|    | Italia (bandiera) | C     | Giuseppe Marchi       |
|    | Italia (bandiera) | C     | Luigi Oscar Moroni    |
|    | Italia (bandiera) | A     | Pietro Arcari         |
|    | Italia (bandiera) | A     | Attilio Kossovel      |
|    | Italia (bandiera) | A     | Giovanni Moretti      |
|    | Italia (bandiera) | A     | Piero Pastore         |
|    | Italia (bandiera) | A     | Giulio Rossi          |
|    | Italia (bandiera) | A     | Giuseppe Santagostino |
|    | Italia (bandiera) | A     | Roberto Sternisa      |
|    | Italia (bandiera) | A     | Giuseppe Torriani     |

## Calciomercato
| Acquisti | Acquisti            | Acquisti      | Acquisti |
| R.       | Nome                | da            | Modalità |
| -------- | ------------------- | ------------- | -------- |
| D        | Giuseppe Bonizzoni  | Cremonese     | -        |
| C        | Giuseppe Fiammenghi | Vogherese     | -        |
| D        | Arrigo Fibbi        | GC Vigevanesi | -        |
| A        | Giovanni Moretti    | Crema         | -        |
| A        | Piero Pastore       | Lazio         | -        |

| Cessioni | Cessioni        | Cessioni | Cessioni |
| R.       | Nome            | a        | Modalità |
| -------- | --------------- | -------- | -------- |
| C        | Guglielmo Borgo | Casale   | -        |
| C        | Luigi Galetti   | Crema    | -        |
| A        | Angelo Minoia   | Pavia    | -        |

## Risultati

### Serie A

#### Girone di andata
| Arbitro: | Mastellari (Bologna) |

|              |           |              |
| Magnozzi 19’ | Marcatori | 75’ Prendato |

| Roma 27 settembre 1931 2ª giornata | Lazio         | 0 – 0 | Milan | Stadio Nazionale del PNF\| Arbitro: \| Dani (Genova) \| |
| Arbitro:                           | Dani (Genova) |       |       |                                                         |

| Arbitro: | Ciamberlini (Genova) |

|                  |           |             |
| Santagostino 62’ | Marcatori | 75’ Cornara |

| Arbitro: | Melandri (Genova) |

|                     |           |  |
| Orsi 5’ Ferrari 54’ | Marcatori |  |

| Arbitro: | Carraro (Padova) |

|                             |           |                               |
| Arcari III 11’ Magnozzi 86’ | Marcatori | 19’, 81’ Meazza 35’ Serantoni |

| Arbitro: | Melandri (Genova) |

|                               |           |  |
| Sansone 30’ Schiavio 44’, 67’ | Marcatori |  |

| Arbitro: | Mattea (Torino) |

|                                 |           |             |
| Pastore 27’, 78’ Arcari III 44’ | Marcatori | 88’ Tansini |

| Arbitro: | Bertoli (Vicenza) |

|                            |           |                             |
| Gasparini 17’ Maffioli 64’ | Marcatori | 5’ Magnozzi 23’, 40’ Bocchi |

| Arbitro: | Beretta (Novi Ligure) |

|                                                         |           |  |
| Magnozzi 29’ Arcari III 62’, 89’ Moroni 66’ Pastore 69’ | Marcatori |  |

| Arbitro: | Mastellari (Bologna) |

|                  |           |                                                         |
| Bisigato 7’, 65’ | Marcatori | 4’, 84’ Pastore 45’ Magnozzi 46’ Moretti 54’ Arcari III |

| Arbitro: | Mattea (Torino) |

|                                     |           |  |
| Moretti 38’ Magnozzi 39’ Moroni 56’ | Marcatori |  |

| Arbitro: | Turbiani (Ferrara) |

|  |           |                          |
|  | Marcatori | 16’ Magnozzi 33’ Pastore |

| Arbitro: | Mazzarini (Roma) |

|              |           |                              |
| Pasinati 77’ | Marcatori | 26’ Moretti 73’, 90’ Pastore |

| Arbitro: | Bertoli (Vicenza) |

|              |           |           |
| Magnozzi 71’ | Marcatori | 14’ Rossi |

| Torino 10 gennaio 1932 13ª giornata | Torino        | 0 – 0 | Milan | Stadio Filadelfia\| Arbitro: \| Dani (Genova) \| |
| Arbitro:                            | Dani (Genova) |       |       |                                                  |

| Arbitro: | Mattea (Torino) |

|            |           |                      |
| Marchi 68’ | Marcatori | 30’ Ferrari 32’ Volk |

| Arbitro: | Mazzarini |

|      |           |             |
| Roma | Marcatori | 85’ Pastore |

#### Girone di ritorno
| Arbitro: | Carraro (Padova) |

|                                |           |  |
| Prendato 28’, 31’ Galluzzi 86’ | Marcatori |  |

| Arbitro: | Scorzoni (Bologna) |

|                            |           |  |
| Moretti 23’ Arcari III 73’ | Marcatori |  |

| Arbitro: | Bertoli (Vicenza) |

|                          |           |              |
| Marchina 24’ Borelli 61’ | Marcatori | 29’ Magnozzi |

| Arbitro: | Lenti (Genova) |

|  |           |   |
|  | Marcatori | . |

| Arbitro: | Mattea (Torino) |

|  |           |   |
|  | Marcatori | . |

| Arbitro: | Carraro (Padova) |

|             |           |  |
| Pastore 64’ | Marcatori |  |

| Arbitro: | Beretta (Novi Ligure) |

|                                        |           |                |
| Vojak I 3’, 71’ (rig.) Sallustro I 43’ | Marcatori | 44’ Arcari III |

| Arbitro: | Melandri (Genova) |

|                                  |           |                                    |
| Moretti 7’ Frisoni II 80’ (aut.) | Marcatori | 21’ (aut.) Schienoni 29’ Gasparini |

| Arbitro: | Biancone (Roma) |

|                               |           |             |
| Manzotti II 38’ Piccaluga 59’ | Marcatori | 64’ Pastore |

| Arbitro: | Mazzarini (Roma) |

|                            |           |              |
| Pastore 21’ Arcari III 48’ | Marcatori | 79’ Bisigato |

| Arbitro: | Biancone (Roma) |

|              |           |                            |
| Levratto 87’ | Marcatori | 58’ Arcari III 70’ Moretti |

| Arbitro: | Mastellari (Bologna) |

|                                 |           |  |
| Moretti 13’, 28’ Arcari III 89’ | Marcatori |  |

| Arbitro: | Mattea (Torino) |

|                    |           |                |
| Pastore 65’ (rig.) | Marcatori | 39’ De Manzano |

| Arbitro: | Bevilacqua (Viareggio) |

|                       |           |  |
| Dalfini 7’ Masera 47’ | Marcatori |  |

| Arbitro: | Dattilo (Roma) |

|                                                              |           |        |
| Magnozzi 16’ Kossovel 44’ Moretti 57’, 66’, 72’ Sternisa 76’ | Marcatori | 88’ Bo |

| Arbitro: | Zorzi (Belluno) |

|               |           |  |
| Fasanelli 73’ | Marcatori |  |

| Arbitro: | Brunelli (Bologna) |

|                                                       |           |                        |
| Kossovel 39’ Magnozzi 42’ Arcari III 53’ Sternisa 76’ | Marcatori | 24’ Demarchi 45’ Bosso |

## Statistiche

### Statistiche di squadra
| Competizione | Punti | In casa | In casa | In casa | In casa | In casa | In casa | In trasferta | In trasferta | In trasferta | In trasferta | In trasferta | In trasferta | Totale | Totale | Totale | Totale | Totale | Totale | DR  |
| Competizione | Punti | G       | V       | N       | P       | Gf      | Gs      | G            | V            | N            | P            | Gf           | Gs           | G      | V      | N      | P      | Gf     | Gs     | DR  |
| ------------ | ----- | ------- | ------- | ------- | ------- | ------- | ------- | ------------ | ------------ | ------------ | ------------ | ------------ | ------------ | ------ | ------ | ------ | ------ | ------ | ------ | --- |
| Serie A      | 39    | 17      | 9       | 6       | 2       | 38      | 16      | 17           | 6            | 3            | 8            | 19           | 24           | 34     | 15     | 9      | 10     | 57     | 40     | +17 |

### Statistiche dei giocatori
| Giocatore       | Serie A  | Serie A |
| Giocatore       | Presenze | Reti    |
| --------------- | -------- | ------- |
| P. Arcari       | 33       | 11      |
| O. Bocchi       | 14       | 2       |
| G. Bonizzoni    | 32       | 0       |
| G. Carmignato   | 3        | -9      |
| D. Compiani     | 31       | -31     |
| G. Fiammenghi   | 2        | 0       |
| A. Fibbi        | 1        | 0       |
| A. Kossovel     | 25       | 2       |
| M. Magnozzi     | 33       | 10      |
| G. Marchi       | 2        | 1       |
| G. Moretti      | 31       | 11      |
| L.O. Moroni     | 23       | 2       |
| P. Pastore      | 30       | 13      |
| L. Perversi     | 32       | 0       |
| F. Pomi         | 33       | 0       |
| G. Rossi        | 4        | 0       |
| G. Santagostino | 3        | 1       |
| A. Schienoni    | 11       | 0       |
| R. Sternisa     | 6        | 2       |
| G. Torriani     | 25       | 0       |